# Chapmanzebra
De chapmanzebra (Equus quagga chapmani) is een zuidelijke ondersoort van de steppezebra. De ondersoort is vernoemd naar de ontdekkingsreiziger James Chapman.

## Verspreiding en leefgebied
Chapmanzebra's komen voor op savannes en soortgelijke habitats in het noordoosten van Zuid-Afrika, ten noorden van Zimbabwe, ten westen van Botswana, de Caprivistrook in Namibië en het zuiden van Angola. 

## Beschrijving
Chapmanzebra's onderscheiden zich van andere ondersoorten doordat hun strepen tot voorbij hun knieën doorlopen, en dat ze naast de zwart-witte strepen die doorgaans bij zebra's worden geassocieerd, ook enigszins bruine strepen hebben. Ook de koot is aan de onderste helft niet helemaal zwart. Elke zebra heeft zijn eigen unieke streeppatroon, inclusief schaduwstrepen. Wanneer veulens worden geboren, hebben ze bruine strepen, en in sommige gevallen ontwikkelen volwassenen niet de zwarte kleur op hun huid en behouden ze hun bruine strepen.
In het wild wordt de chapmanzebra gemiddeld 25 jaar oud, maar in gevangenschap kan hij wel 38 jaar oud worden. Mannetjes wegen gewoonlijk 270-360 kg en zijn 120-130 cm lang. Vrouwtjes wegen ongeveer 230-320 kg en zijn net zo groot als de mannetjes. Veulens wegen bij de geboorte 25-50 kg. Volwassen zebra's kunnen rennen tot 56 kilometer per uur en hebben een sterk zicht en gehoor, wat essentiële evolutionaire verdedigingsmechanismen zijn.

## Gedrag
Net als de andere ondersoorten van de steppezebra is het een herbivoor die grotendeels leeft op een dieet van grassen, en tijdens het natte seizoen een migratie onderneemt om nieuwe voedselbronnen te vinden en leeuwen, die hun voornaamste roofdier zijn, te vermijden. 

### Dieet
Er is waargenomen dat chapmanzebra's een groot deel van hun dag aan eten besteden (ongeveer 50%), en voornamelijk grassen van lage kwaliteit eten die voorkomen in savannes, graslanden en struikgewassen. Soms eten ze ook wilde bessen en andere planten om de eiwitinname te verhogen. Hoewel ze een voorkeur tonen voor korte grassen, eten ze, in tegenstelling tot sommige andere grazende dieren, ook lange grassen en spelen ze dus een belangrijke rol door het bovenste deel van het lange gras dat in het natte seizoen is gegroeid op te eten, zodat andere dieren zich kunnen voeden met de onderste delen. Jonge veulens zijn voor ongeveer de eerste twaalf maanden van hun leven voor hun levensonderhoud afhankelijk van hun moeder, omdat hun tanden het harde gras dat de volwassenen eten niet goed kunnen afbreken totdat het glazuur voldoende is afgesleten.

### Migratie
Tijdens het droge seizoen hebben chapmanzebra's de neiging niet te ver van een waterbron af te dwalen, omdat ze vaak moeten drinken. Tijdens het natte seizoen zullen de zebra's zich echter samenvoegen in grote kuddes bestaande uit vele harems en migreren om overvloedige voedselbronnen te vinden om zich te voeden na het relatief schaarse droge seizoen. Ze proberen ook andere migraties van dieren te vermijden vanwege de concurrentie voor voedsel. Omdat ze alleen eten van lagere kwaliteit nodig hebben, migreren chapmanzebra's het liefst naar gebieden met een grotere voedseldichtheid, en zullen ze voorrang geven aan kwantiteit boven kwaliteit. Door de foerageerdichtheid te optimaliseren en andere soorten te vermijden, kunnen chapmanzebra's grote populaties in stand houden die de foerageergebieden snel uitputten, waardoor ze gedwongen worden door te gaan met migreren. Bovendien vertonen de chapmanzebra's ook een cyclische dagelijkse beweging waarbij ze overdag de voorkeur geven aan graslanden en 's nachts aan bossen om leeuwen, die hun belangrijkste roofdier zijn, te vermijden. Ze bewegen zich vaak rond en vermijden actief gebieden waar ze onlangs leeuwenactiviteit hebben waargenomen.

### Sociaal gedrag

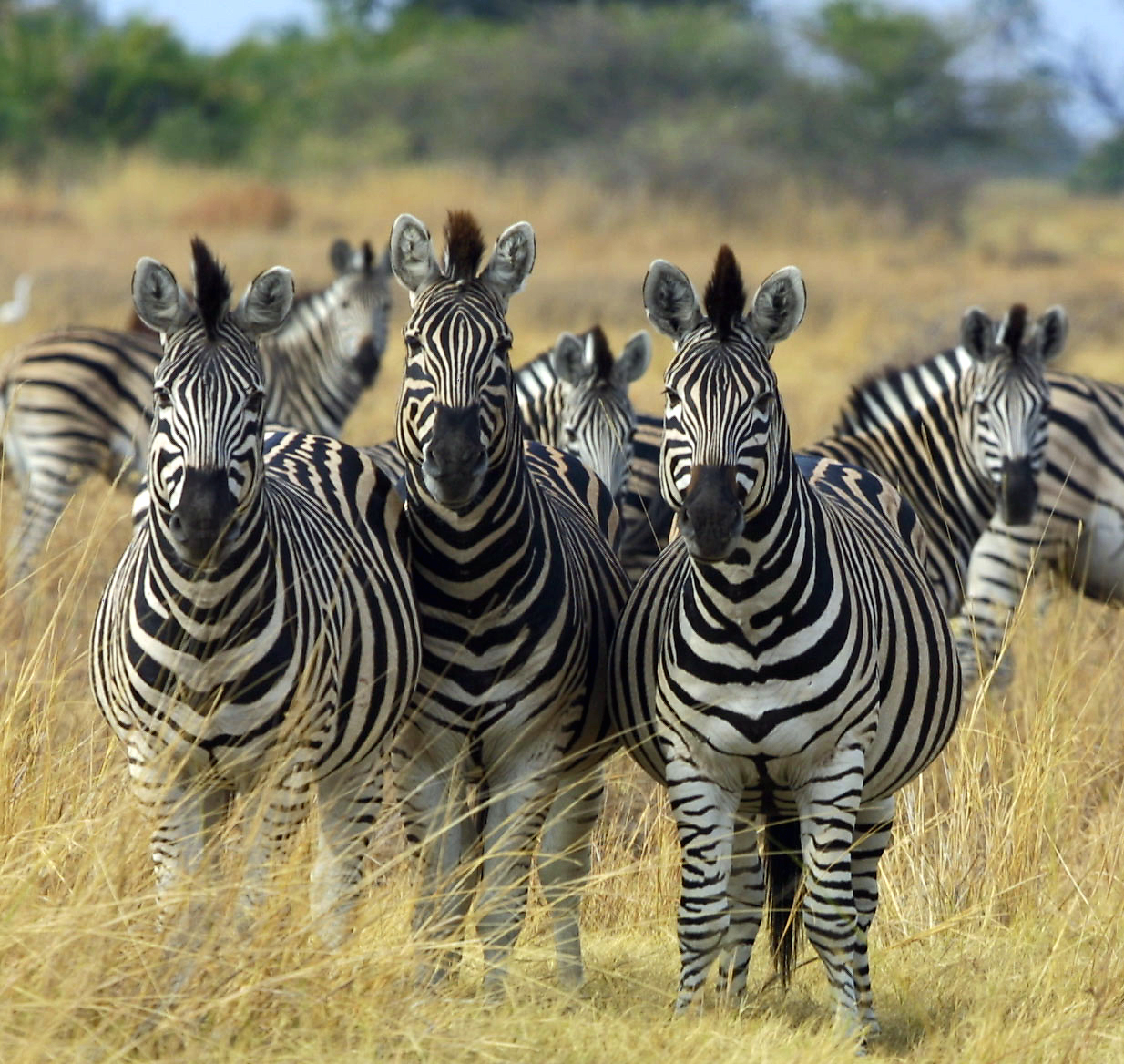
Een harem van chapmanzebra's

Chapmanzebra's zijn zeer sociale dieren die in kuddes van maximaal tienduizenden individuen leven. De grotere kudde bestaat uit harems met permanente leden; bestaande uit één kuddehengst, één tot zes vrouwtjes en hun nakomelingen. Ze vertonen zelden agressief gedrag ten opzichte van elkaar of andere soorten. Er is ook waargenomen dat mannen zonder harem op lange termijn hun eigen kliekjes vormen met andere vrijgezelle mannen, waarvan is aangetoond dat dit hun sociale vaardigheden verbetert. Hengst-hengstgroepen zijn ongebruikelijk, en in de gevallen waarin ze zich vormen, zijn ze van korte duur. De vrouwtjes blijven hun hele leven in dezelfde harems.
Chapmanzebra's brengen overdag tijd door met rusten en zijn actiever in de schemering. Dit is hoogstwaarschijnlijk een defensief gedragskenmerk, aangezien roofdieren op dit tijdstip vaker voorkomen en het dus gunstig is voor de leden van de kudde om op deze momenten waakzamer te zijn. Af en toe stormt een kleine groep op een potentieel roofdier af in een poging het ervan te weerhouden een aanval uit te voeren, maar over het algemeen vermijden chapmanzebra's dergelijke conflicten liever.
Binnen hun harems zijn hiërarchische sociale structuren waargenomen die zaken dicteren zoals de bewegingen van de groep, tot de manier waarop zij voor hun nakomelingen zorgen. Vooral hooggeplaatste merries oefenen druk uit op de groep om het overleven van hun eigen veulens te bevorderen. Bij het foerageren vertrouwen chapmanzebra's op het dominante lid van de harem om hen naar water- en voedselbronnen te leiden. Het succes van hooggeplaatste haremleden bij het leiden van de groep naar voedsel en water bepaalt of zij het leiderschap in de toekomst behouden, en laat zien hoe de zebra's stabiliteit in hun respectieve groepen waarderen. Leiderschapsrollen kunnen echter in de loop van de tijd veranderen. Oudere merries hebben vaak een hogere sociale rang dan jongere haremleden. Zogende vrouwtjes kunnen ook bewegingen binnen een harem op gang brengen, wat op zijn beurt soms de bewegingen van de hele kudde kan beïnvloeden. Wanneer een drachtige merrie bevalt, krijgt haar veulen binnen de harem dezelfde sociale status als zij.
Vanaf jonge leeftijd kunnen veulens de geur en het geluid van hun moeder herkennen en een band met elkaar vormen die tot in de volwassenheid voortduurt. Dit vermogen om andere zebra's te herkennen neemt niet af in de volwassenheid, waar ze onderscheid kunnen maken tussen andere groepsleden. Dit is essentieel voor het creëren van stabiliteit binnen groepen, waardoor de concurrentie tussen groepen om hulpbronnen afneemt en zo de overleving verbetert. In gevangenschap is aangetoond dat chapmanzebra's unieke relaties aangaan met verschillende verzorgers en dat ze hun gedrag veranderen afhankelijk van welke verzorger met hen omgaat.

### Voortplanting
Mannetjes vechten meestal met elkaar voor een groep vrouwtjes voordat ze met hen paren, waarbij de merrie met de hoogste rang in de harem als eerste paart. De draagtijd van chapmanzebra's is ongeveer 12 maanden, waarna het vrouwtje één veulen baart. Het veulen kan al snel meelopen met de rest van de groep. Dit is essentieel voor zijn overleving, omdat de moeder het dan niet hoeft achter te laten voor het welzijn van de andere leden van de harem. Bij elke volgende zwangerschap zit er een kortere periode tussen de geboortes dan bij de vorige, omdat de merrie steeds bedrevener wordt in het grootbrengen van haar veulens. Er is waargenomen dat mannelijke zebra's die lid zijn van de harem, maar niet de vader van het veulen, infanticide plegen. Dit is vooral waargenomen in gevangenschap waar zebra's van verschillende sociale groepen dicht bij elkaar gehouden worden. Het is ook mogelijk om met chapmanzebra's te fokken via een surrogaat van een paard, zoals voor het eerst werd gedaan in 1984.

## Bedreigingen en bescherming
Hoewel ze niet als bedreigde diersoort worden beschouwd, zijn chapmanzebra's uitgestorven in Lesotho. De totale populatie is de afgelopen jaren met ongeveer 25% afgenomen als gevolg van menselijke activiteiten zoals landbouw, jacht, stroperij en droogteperiodes die worden verergerd door klimaatverandering. Menselijke nederzettingen hebben ook invloed op de populatieomvang doordat ze migratiepatronen onderbreken en zo de beschikbaarheid van goede voedselbronnen beperken die nodig zijn om grote kuddes in leven te houden. Hierdoor worden migratieroutes voor zebra's geblokkeerd, waardoor ze minder snel voedsel kunnen vinden. Er zijn aanwijzingen dat wildcorridors gebruikt zouden kunnen worden om migratiebewegingen te beschermen door ecosystemen met elkaar te verbinden en dat de zebra's zich zouden kunnen aanpassen aan deze nieuwe migratieroutes.
Er zijn andere pogingen ondernomen om de populatie te stabiliseren. Een programma in het Majete Wildlife Reserve heeft een fok- en herintroductieprogramma in gevangenschap uitgevoerd, maar het is onbekend of de zebra's, na in gevangenschap te zijn grootgebracht, de vaardigheden hebben om in het wild te overleven. Het onderzoek in Werribee Zoological Park was erop gericht om een realistischere omgeving voor de zebra's te creëren, zodat ze probleemloos opnieuw geïntroduceerd kunnen worden en als leidraad kunnen dienen voor andere fokprogramma's over de hele wereld. Een specifiek probleem bij fokprogramma's is echter hoe de dreiging van roofdieren veilig kan worden nagebootst, zodat de zebra's worden voorbereid op het wild. Deze bedreiging beïnvloedt een aantal aspecten van hun leven, zoals wanneer ze eten, wanneer ze rusten en wanneer ze zich verplaatsen. Tot nu toe is er nog geen oplossing gevonden.

### Ziekten
Net als andere herbivoren zijn chapmanzebra's gevoelig voor echinokokkose, een parasitaire ziekte, maar deze wordt niet vaak als doodsoorzaak gezien. Geïnfecteerde zebra's kunnen vele jaren zonder symptomen leven en het wordt niet als een ernstige bedreiging beschouwd. Chapmanzebra's zijn ook dragers van nematodeparasieten die in hun dikke darm leven en een infectie veroorzaken die helminthiase wordt genoemd en die dodelijk kan zijn als ze niet behandeld worden.
In gevangenschap, waar de levensverwachting langer is, veroorzaakt Pituitary Pars Intermedia Dysfunction (PPID) overmatige hormoonproductie bij zebra's, wat vaak leidt tot andere pijnlijke chronische aandoeningen. Er wordt steeds meer onderzoek gedaan naar manieren waarop dierentuinen PPID beter kunnen identificeren en behandelen om de levensverwachting en levenskwaliteit van niet alleen de chapmanzebra's, maar van alle paardachtigen te verbeteren. Populaties in gevangenschap kunnen ook op unieke wijze een vervorming van het distaal interfalangeaal gewricht of klompvoet ontwikkelen, een aandoening die niet wordt waargenomen bij niet-gedomesticeerde populaties en die het best kan worden behandeld door middel van chirurgie.

## Dierentuinen
De chapmanzebra is te vinden in een aantal dierentuinen in Europa, waaronder Diergaarde Blijdorp, Le Monde Sauvage, London Zoo, Zoo Barcelona, Tierpark Hagenbeck en Zoo Dresden.